# Pedro María Egea Bruno
Pedro María Egea Bruno (Cartagena, 1953) es un historiador español, catedrático emérito de Historia Contemporánea de la Universidad de Murcia.

## Biografía
Egea Bruno nació en Cartagena en 1953, y cursó sus estudios secundarios en el IES Isaac Peral de la misma localidad. Habiendo completado entre 1972 y 1978 la licenciatura en Filosofía y letras con especialización en historia moderna y contemporánea por la Universidad de Murcia (UM), en 1982 obtuvo el doctorado en Historia en la misma institución con una tesis dirigida por Juan Bautista Vilar –con quien mantuvo estrecha relación desde que asistiera a sus clases en 1975– y titulada La crisis de 1917 en Cartagena y su distrito minero. Aproximación a la historia murciana contemporánea (1909-1923).
Como docente, entre 1982 y 2011 estuvo ligado al Centro Asociado de la UNED en Cartagena, en una ocupación que compaginó entre 1991 y 1998 con el profesorado en la Escuela Universitaria de Graduados Sociales de Cartagena. La adscripción de este último centro a la UM facilitó que, desde 1995, Egea Bruno iniciase con su alma mater murciana una relación laboral que en 2001 resultó en su nombramiento como titular de universidad y, en 2011, en la promoción a catedrático de Historia Contemporánea. En 2023 adquirió la condición de catedrático emérito y pasó a presidir el jurado del concurso literario e investigativo sobre memoria democrática para jóvenes «Nuestro futuro es nuestra historia», del cual era miembro desde el año anterior.
Vinculado metodológicamente a la historiografía marxista y a la línea de la «historia total», sus investigaciones han estado enfocadas al movimiento obrero y a diversos aspectos de la historia contemporánea de España, fundamentalmente en el ámbito de la Región de Murcia. Con respecto a la Edad Contemporánea, su compromiso con la memoria histórica del siglo XX le motivó a dedicar su primer libro, en 1987, a un análisis sobre la incidencia de la represión franquista en Cartagena. Pese a las reacciones hostiles que despertó entonces en algunos individuos, su colaboración con el movimiento memorialista se mantuvo invariable, y con el paso de los años ha participado en ponencias sobre memoria histórica, asesorado a distintas organizaciones y administraciones, e intervenido en la producción de documentales sobre aquella materia.
Desde 1987 es académico correspondiente por la provincia de Murcia en la Real Academia de la Historia. En el plano político, Egea Bruno militó en el Partido Comunista de los Pueblos de España, donde se desempeñó como secretario de Formación Política, y más tarde en el Partido Comunista de España, en el cual ocupó el cargo homónimo dentro del comité comarcal del Campo de Cartagena electo en 1984.

## Distinciones
- Premio Extraordinario de Fin de Carrera en la licenciatura de Filosofía y letras por la Universidad de Murcia (1979).[25]
- Premio Memoria Histórica de la Región de Murcia (2020), otorgado por la Federación de Asociaciones de la Memoria Histórica de la Región de Murcia.[15]
- Premio Laicista del Año (2022), otorgado por la organización Europa Laica.[26]
- Medalla a la dedicación universitaria (2023), otorgado por la Universidad de Murcia.[27]
- Distinción al mérito pedagógico por la memoria histórica (2025), otorgado por la Asociación Archivo, Guerra y Exilio.[28]

## Obra
Autor
- La crisis de 1917 en Cartagena y su distrito minero. Aproximación a la historia murciana contemporánea (1909-1923) (tesis doctoral). Ediciones de la Universidad de Murcia. 1982.
- La minería cartagenera en torno a la Primera Guerra Mundial (1909-1923) (tesis doctoral). Ediciones de la Universidad de Murcia. 1983. ISBN 84-86031-30-3.[b]
- El distrito minero de Cartagena en torno a la Primera Guerra Mundial (1909-1923). Ediciones de la Universidad de Murcia. 1986. ISBN 84-7684-019-5.[c]
- La represión franquista en Cartagena (1939-1945). Murcia: Partido Comunista de los Pueblos de España. 1987. ISBN 84-398-9435-X.[d]
- Apuntes para la historia del movimiento obrero en la industria naval de Cartagena (1898-1923). Murcia: Sección Sindical de Bazán de Comisiones Obreras. 1988. ISBN 84-404-2322-5.
- La política y los políticos en la Cartagena de Alfonso XIII (1902-1923). Cartagena: Caja de Ahorros del Mediterráneo. 1990. ISBN 84-87529-05-4.
- Cartagena, imagen y memoria. Elche: Arte-Libro. 1999. ISBN 84-920236-6-X.
- La lenta modernización de la agricultura española: expansión, crisis y desequilibrio (1700-1900). Ediciones de la Universidad de Murcia. 2002. ISBN 84-8371-332-2.
- La enseñanza primaria en Cartagena durante la Segunda República y la guerra civil (1931-1939). Cartagena: Editorial Áglaya. 2006. ISBN 84-95669-72-2.
- Arturo Espa Ruiz (1905-1976): trayectoria de la quinta columna en Cartagena. Murcia: Fundación Centro de Estudios Históricos e Investigaciones Locales de la Región de Murcia. 2021. ISBN 978-84-09-01002-8.
- Egea Bruno, Pedro María (2023).  Velasco Hernández, Francisco, ed. El reinado de Alfonso XIII: un tiempo de crisis (1902-1923). Mediterranía: historia del litoral de la Región de Murcia en el siglo XX. Tomo I. Cartagena: Ediciones Nova Spartaria. ISBN 978-84-126323-2-3.
- Constitución o muerte: Torrijos y el Trienio Liberal en Cartagena (1820-1823). Cartagena: Ediciones Nova Spartaria. 2023. ISBN 978-84-126323-3-0.
- La prostitución en la Cartagena contemporánea (1808-1956). Cartagena: Ediciones Nova Spartaria. 2024. ISBN 978-84-129364-2-1.
- Santiago Montero Díaz (1911-1985). Ediciones de la Universidad de Murcia. 2025. ISBN 84-10-17245-3.
- Egea Bruno, Pedro María; Franco Fernández, Francisco; Wandosell Fernández de Bobadilla, Gonzalo; Vicente Pagán, Gonzalo; Carreño Zamora, Fernando; Rabal García, José Luis; Puchol Franco, Miguel Santiago; Nieto Conesa, Andrés et al. (2025).  Velasco Hernández, Francisco, ed. Segunda República y guerra civil (1931-1939). Mediterranía: historia del litoral de la Región de Murcia en el siglo XX. Tomo III. Cartagena: Ediciones Nova Spartaria. ISBN 978-84-129364-4-5.

Coautor
- Vilar Ramírez, Juan Bautista; Egea Bruno, Pedro María; Victoria Moreno, Diego (1987). El movimiento obrero en el distrito minero de Cartagena-La Unión (1840-1930). Madrid: Consejo Superior de Investigaciones Científicas. ISBN 84-00-06629-4.
- Vilar Ramírez, Juan Bautista; Egea Bruno, Pedro María; Fernández Gutiérrez, Juan Carlos (1990). La minería murciana contemporánea (1930-1985). Madrid: Instituto Geológico y Minero de España. ISBN 84-7840-050-8.
- Vilar Ramírez, Juan Bautista; Bel Adell, Carmen; Gómez Fayrén, Josefa; Egea Bruno, Pedro María (1999). Las emigraciones murcianas contemporáneas. Ediciones de la Universidad de Murcia. ISBN 84-8371-093-5.

Coordinador
- Historia contemporánea de Cartagena. Ediciones de la Universidad de Murcia. 2022. ISBN 84-18-93633-9.